# Museu da Tabanca
Das Museu da Tabanca (dt. „Museum von Tabanca“) ist ein Museum in der Stadt Chã de Tanque im Westteil der Insel Santiago in Kap Verde. Es ist der lokalen Kultur gewidmet, inklusive dem lokalen Musikstil des Tabanca. Das Museum wurde im Jahr 2000 in Assomada eröffnet, dem Sitz des Concelho Santa Catarina. Im Dezember 2008 wurde die Ausstellung nach Chã de Tanque verlegt. Nach zwei Jahren Renovierung wurde es im November 2017 wiedereröffnet.